# Sombrero vueltiao

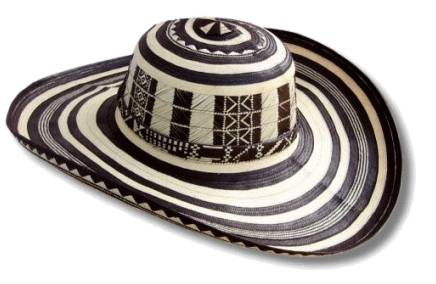
Sombrero vueltiao.

Le sombrero vueltiao ou sombrero vueltiado est un chapeau traditionnel colombien et l'un des symboles du pays. Il est fait de canne flèche.
Le sombrero vueltiao est un couvre-chef typique des savanes de la région Caraïbe colombienne, plus précisément des départements de Córdoba et de Sucre, et l'un des principaux produits artisanaux de la Colombie. Il trouve son origine dans la culture indigène zenú, installée dans la région du río Sinú. Les municipalités de Tuchín, dans le département de Córdoba, et de Sampués, dans le département de Sucre, sont considérées comme les berceaux du sombrero vueltiao. Il est fabriqué à partir de feuilles de canne flèche, une herbe originaire de la région. En 2004, le Congrès de la république de Colombie l'a élevé au rang de symbole culturel de la nation. En outre, le Congrès a fait du 18 juin la « Journée du sombrero vueltiao ». En 2021, le Parlement andin a déclaré le sombrero vueltiao référence culturelle, matérielle et artisanale de la région andine. Il est parfois appelé chapeau vueltiao zenú ou chapeau sinuano.

## Origine
Le chapeau trouve son origine dans la culture indigène zenú, installée dans la région du  río Sinú, dans les départements de Córdoba et de Sucre. Trois empires sont regroupés sous le nom de « zenú » : Finzenú, Panzenú et Zenufana. Tuchín et d'autres régions où le chapeau est également fabriqué, comme Carretos et Sampués, correspondent à Finzenú, considéré comme le plus développé des tétos fabriqués,,. Depuis l'époque préhispanique, les aborigènes utilisaient le chapeau pour se protéger du soleil pendant la culture du maïs, comme l'attestent des pièces archéologiques du Musée de l'or de Bogota et du Musée national de préhistoire et d'ethnographie Luigi-Pigorini de Rome. Il est également probable qu'il s'agissait d'un élément rituel dans la hiérarchie et dans les croyances magiques et religieuses.
Le chapeau était fabriqué dans une seule couleur, le blanc crème ; l'apparition de la couleur noire est plus tardive. Il était à l'origine connu sous le nom de « sombrero de vueltas » ou « sombrero indiano » (par allusion à son origine indigène). L'origine du nom du chapeau est incertaine. Vueltiao est une variante locale de volteado, participe passé de voltear, « tourner quelqu'un ou quelque chose ». Certains affirment que le nom fait allusion au nombre de tours de tresse qui forment le chapeau. Pour d'autres, il est appelé vueltiao car lorsque les bords du chapeau sont retournés par le milieu, la partie extérieure devient la partie intérieure et vice-versa.
L'une des villes les plus importantes pour la commercialisation de ce vêtement est la municipalité de Tuchín, dans la province de Cordoue.

## Confection

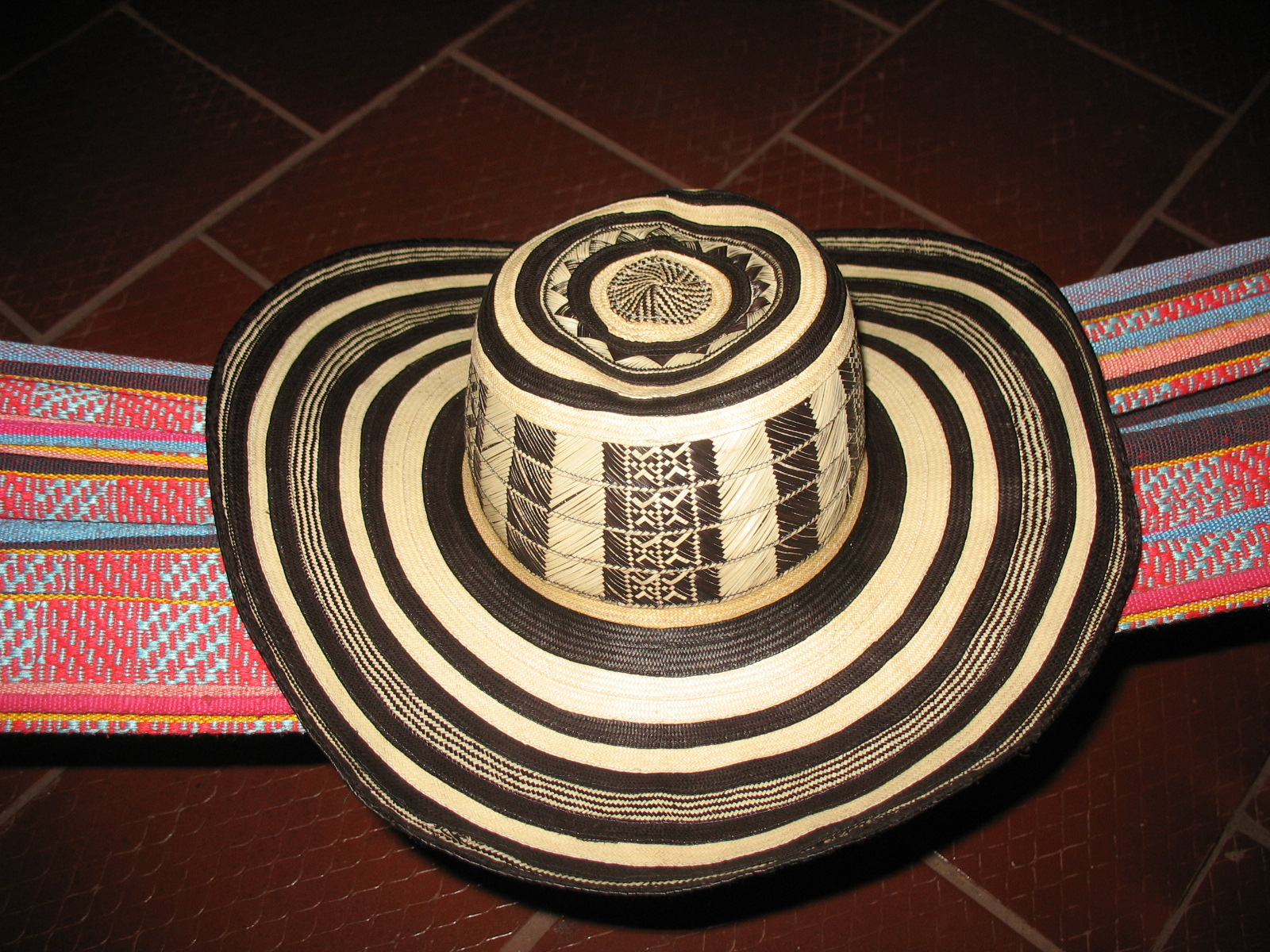
Un sombrero vueltiao diecinueve.

Le sombrero vueltiao est fabriqué avec des tresses sèches caractéristiques de couleur noire et kaki, obtenues à partir des feuilles de la canne flèche, une grande plante herbacée pouvant dépasser cinq mètres de hauteur, endémique des régions tropicales d'Amérique. Il existe trois variétés de canne flèche dans la région : la criolla, qui produit une fibre blanche, souple et de bonne qualité, notamment pour la confection de tresses fines ; la martinera, dont la fibre est cassante et de qualité inférieure, utilisée pour la confection de chapeaux ordinaires ; et la costera, de qualité régulière, qui est peu cultivée dans la région.
Autrefois, les sombreros étaient cousus à la main, avec une aiguille et du fil d'agave. C'était un travail d'homme, mais aujourd'hui il est effectué tant par les hommes que par les femmes. Plus tard, on a utilisé du fil en bobine. Aujourd'hui, ils sont cousus sur des machines à coudre simples, avec une cartouche et du fil de nylon.
Une fois les feuilles de canne flèche coupées, les nervures sont enlevées à l'aide d'un couteau pour obtenir des tiges lisses d'environ 1 cm de large. Celles-ci sont ensuite cuites avec des bourgeons de canne acide, d'orange acide et de citron, pour leur donner de la consistance et de l'élasticité. Les tiges sont laissées au soleil pendant une journée pour sécher, ce qui permet d'obtenir des tiges entièrement blanches ou légèrement pigmentées.
Les tiges blanches sont ensuite effilochées en bandes plus fines de 1 à 2 mm de large. Pour obtenir les bandes noires, les tiges doivent subir un processus de teinture avec un mélange de boue noire et d'autres matériaux tels que le jagua, le hoyeto et les peaux de banane. L'ensemble du processus, y compris le séchage des tiges, dure environ trois jours. Lorsqu'elles sont complètement sèches, les tiges sont effilochées.

### Structure de la tresse
La tresse est un tissage long et plat, dont la hauteur ne dépasse généralement pas 5 cm. Elle est formée par l'entrecroisement de paires de fibres appelées pieds. Le nombre de paires ou de pieds permet d'identifier et de nommer les différentes tresses et, par conséquent, les chapeaux : tresse de 7 paires ou lica, de 9 ou ribete, de 11 ou pacotilla, de 15 ou quinciana, de 19, 21, 23 et 27, appelés chapeaux fins. La finesse du chapeau est directement proportionnelle au nombre de pieds qui composent les tresses. Les tresses sont cousues en spirale à l'aide d'une machine à coudre à pédale, de manière qu'elles soient parfaitement fixées. Récemment, les tresses ne sont plus cousues en spirale mais en cercle, ce qui donne un chapeau sin pega, une innovation introduite par les artisans de Tuchín.

### Parties
Habituellement, la fabrication du sombrero commence par la plantilla, une partie horizontale qui couronne le chapeau et qui, dans sa partie centrale, comporte l’olma, le premier tour ou anneau du chapeau. Elle se poursuit par la couronne, composée de cinq tresses, dont les quatre premières sont peintes et la cinquième blanche, et se termine, avec une moyenne de douze tours, par le bord qui commence par une tresse noire, en alternant les couleurs (des tresses) par la suite. Le dernier tour de la bordure est simplement appelé le « dernier tour ». Le bord est terminé par la « bordure », une tresse noire renforcée au chapeau. Sur le rebord intérieur du bord, le nom de l'acheteur peut être tissé en option. Une petite lanière de la largeur d'une tresse peut être portée autour de la base du bord, en cuir verni noir avec un passepoil blanc entrelacé, qui comporte une boucle permettant d'adapter le bord à la taille de la tête de l'utilisateur. Une jugulaire (généralement un cordon) est également portée, attachée par ses extrémités aux deux côtés de la calotte, qui tombe sous le menton afin de fixer le chapeau,.

### Types
La qualité du chapeau dépend du type de fibre utilisé (ordinaire, fine, ou fine et ordinaire) et du nombre de brins de fibre tressés. Un chapeau de qualité sera souple et léger. Selon le nombre de paires de fibres qui composent les tresses, les sombreros vueltiaos peuvent être :
- Quinceano. Fabriqué avec des tresses composées de 15 paires de bandes, c'est le sombrero plus simple et de moindre qualité, et il est très populaire et bon marché. Il est fabriqué avec des fibres ordinaires (non flexibles) en 3 jours environ. Si le tressage est amélioré, le chapeau sera appelé quinceano cotejao ou machi-hembriao.
- Diecinueve. Il est réalisé à partir de tresses composées de 19 paires de bandes, obtenues à partir de fibres fines. Plus fin que le précédent, sa réalisation peut prendre une semaine.
- Veintiuno. Il est fait avec des tresses de 21 paires de bandes. Le plus fine des sombreros habituellement commercialisés. Sa fabrication peut prendre de 10 à 15 jours. Unique en son genre, sa souplesse et son poids lui permettent d'être plié, réduit à la taille d'un mouchoir, transporté dans une poche et de retrouver sa taille et sa forme d'origine sans se déformer lorsqu'on l'ouvre à nouveau. C'est le plus cher (environ 100 à 400 USD).
- Veintitrés. Ses tresses comportent 23 paires de fils. D'une grande finesse et d'une grande douceur, il est généralement réalisé sur commande. Son délai de fabrication peut aller jusqu'à 20 jours. Ses tresses sont toujours réalisées avec des fils de fibres de canne flèche, et non avec des lanières.
- Veintisiete. Ses tresses comportent 27 paires de fils en fibre de palmier. C'est le plus fin et le moins commercial des sombreros. Sa fabrication peut prendre un mois.

Formule de calcul du nombre de tresses :
dans son livre El sombrero vueltiao Zenú, Puche Villadiego décrit une formule mathématique de calcul du nombre de tresses du chapeau, qui est de la forme 2(N + 1) + 1 = X :

« Afin de déterminer le nombre de tresses sont comptés les espaces, les losanges ou les pieds entre le bord et le bord de la tresse, qui comme dit, est toujours pair, suivant la série d’entiers naturels de deux (2), de sorte que « N » prend les valeurs: 2, 4, 6, 8, 10... Il peut aussi être prendre des valeurs impaires : 7 et 9, pour donner les tresses : 17 et 21... où N est le nombre de losanges de la tresse et X est le nombre de paires de fibres des tresses (...) Réciproquement les valeurs de la tresse suivent une série arithmétique dont le premier terme est 7 et le rapport est 4, de sorte que la série est la suivante : 7, 11, 15, 19, 23... »

### Lespintas
Le haut du chapeau comprend diverses figures tissées à la main avec des filaments noirs, connues sous le nom de pintas, éléments, animaux ou objets religieux et totémiques de la culture Zenú et de la vie quotidienne. La conception des dessins est la marque de chaque famille ou communauté, de sorte que l’origine de chaque chapeau peut être identifiée. Les pintas les plus couramment utilisées sont l’araignée, le papillon, l’œil ou la gueule du Caïman, la dent de l'Agouti cendré, l’œil du coq, la Tortue, la Poule d'eau, la fleur d’oranger, le grain de riz, la dent d’âne, la fleur du citron, l’épi du maïs, l’œil de la sardine, le pied de grenouille, l’empreinte de chien, l'empreinte de tigre, l'œil de bœuf, le plume de coca, l'arête de poisson, les yeux de Sainte Lucie, la Cruz Grande, la Cruz Chiquita, la poitrine de léopard, le loup, le grand ou le petit peigne, l’atravesao (une danse), l'éventail, le piloncito, la patte du chat, les cinq yeux, la cocá, l'œil de bœuf, l'œil du chauchau, le feuille de Sainte Lucie, la palme de coco,,.

### Marquage
Certains clients demandent à marquer leur chapeau avec leur nom. Auparavant, les lettres étaient faites directement sur la tresse sous forme de pintes sur le devant du dernier tour. Aujourd’hui, le marquage du chapeau se fait après sa fabrication : le « dernier tour » est libéré et la pièce est coupée avec des ciseaux, là où va être insérée la nouvelle portion de tresse portant le nom du client. Les lettres sont tissées de droite à gauche. Si la tresse est quinceano, les lettres seront de cinq points ; si elle est de diecinueve, de sept points ; et dans les autres cas, de neuf points.

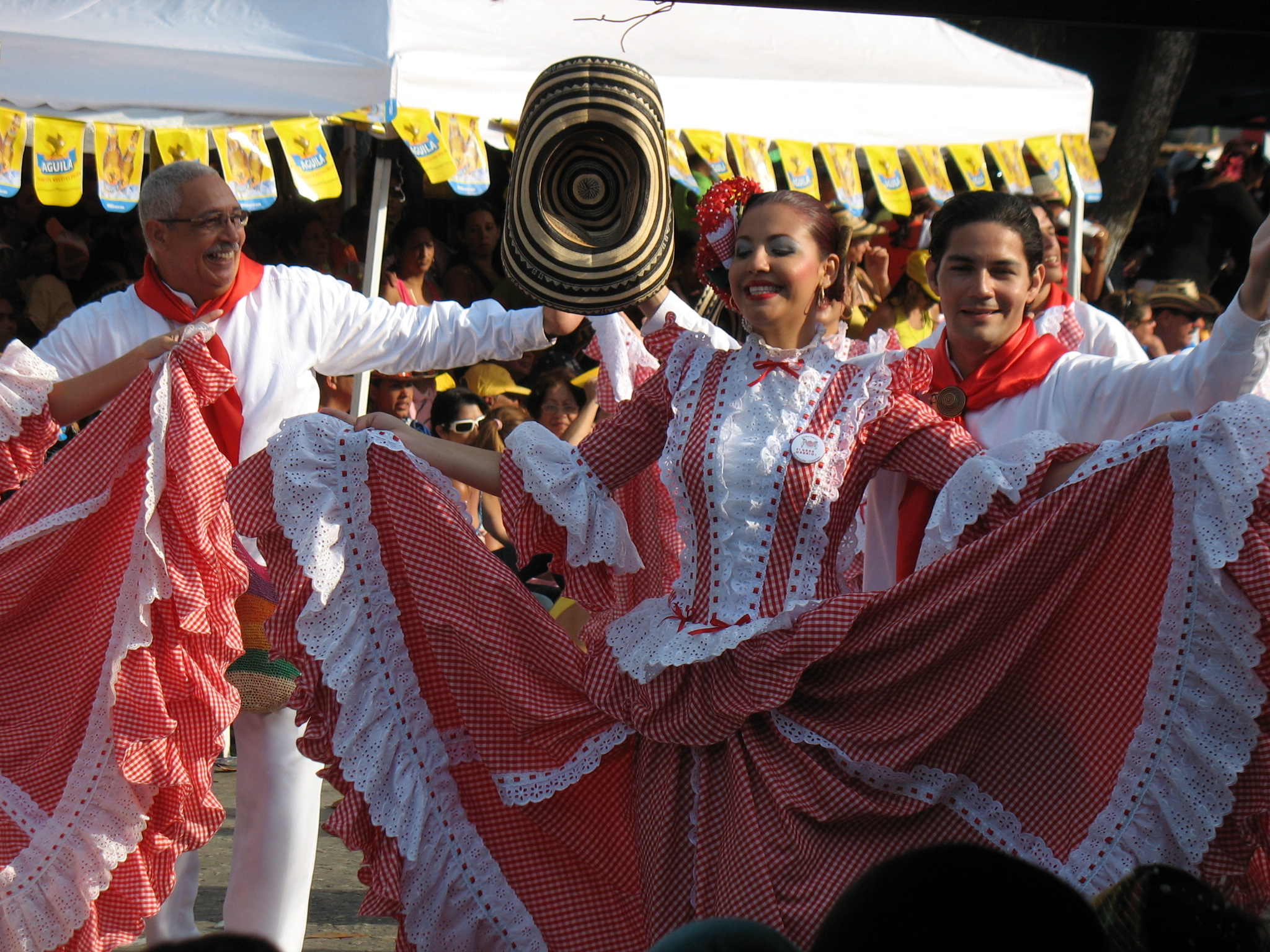
Sombrero vueltiao brandi par un danseur de cumbia au carnaval de Barranquilla.

## Usages
- L'homme amoureux porte le sombrero vueltiao avec un côté relevé et attaché à la partie centrale.
- Les habitants des savanes de Sucre, Cordoba et Bolivar font un pli appelé la pava.
- Les paysans de Sinaloa ne font pas de pava et ne relèvent pas les bords, mais le portent de manière que l'on puisse à peine voir leur visage ou leurs oreilles.
- Le citadin le porte avec les extrémités légèrement arquées vers le haut et, s'il est parrandero, légèrement inclinées.
- Le propriétaire terrien le porte à plat, les côtés n'étant ni montants ni descendants.
- Le sombrero vueltiao dont les côtés sont très courts est porté par le fêtard.

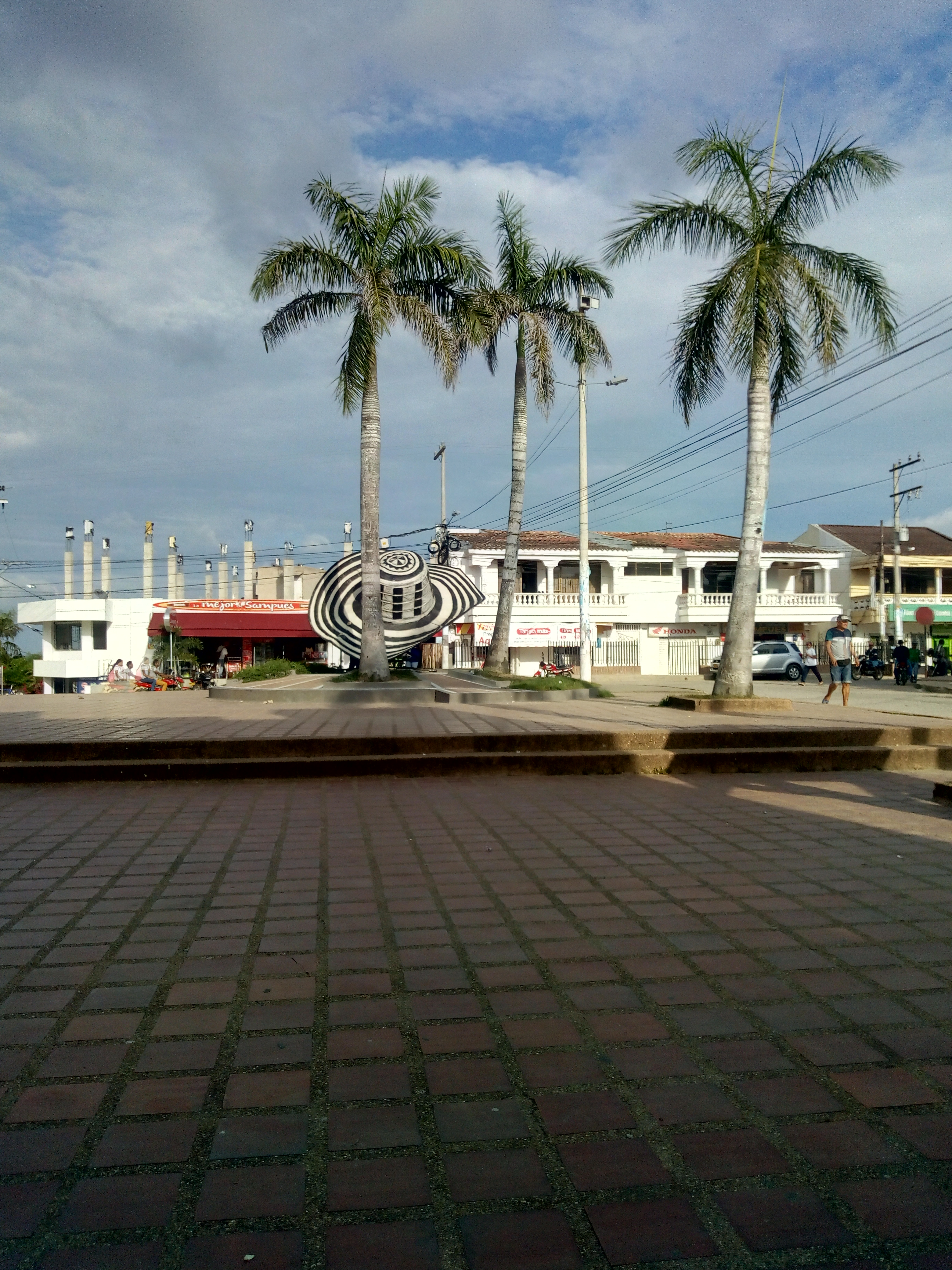
Monument au sombrero vueltiao au centre de Sampués (2018).

## Importance culturelle et économique
Presque tous les membres de la famille participent à la fabrication du chapeau, depuis les enfants de six ans environ jusqu'aux personnes âgées. De nos jours, ce sont surtout les femmes qui consacrent la majeure partie de leur temps à la réalisation des tresses, les hommes se consacrant essentiellement à l'agriculture et à la culture de la canne flèche, même si certains d'entre eux excellent dans le tressage fin. Les enveloppes du gabarit sont la responsabilité des jeunes hommes ; les enveloppes de l’encopadura (la calotte), qui contiennent les pintes (filaments noirs), sont la tâche exclusive des plus expérimentés et des plus habiles ; les enveloppes du bord, également celles des jeunes hommes ; et les bordures, celles des enfants.
Rien qu'à San Andrés de Sotavento, quelque 15 000 familles vivent de la commercialisation du chapeau (et, plus récemment, d'autres produits artisanaux fabriqués avec la canne flèche), qui constitue la principale activité économique de la localité. Sur l'ensemble de la population d'artisans, environ 6 200 femmes fabriquent la canne flèche à la main.

## Symbole culturel de la Colombie

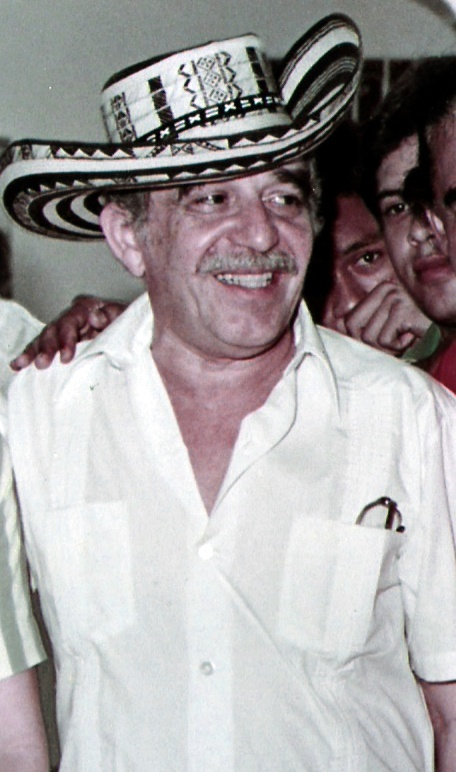
Gabriel García Márquez portant le sombrero vueltiao, en 1984.

Au XXe siècle, le sombrero vueltiao était déjà utilisé par la population côtière en général, en particulier par les paysans. À partir de 2022, il a été utilisé par des personnes originaires d'autres pays. C'était aussi un couvre-chef communément porté par les musiciens (notamment Alejandro Durán ou Los Gaiteros de San Jacinto), un élément des costumes folkloriques de la côte (il fait partie de la tenue masculine de la cumbia), et utilisé par les gens du peuple lors de festivités telles que les corralejas (es) (fêtes taurines) ou le carnaval de Barranquilla. Pendant la campagne présidentielle de Carlos Lleras Restrepo (1966-1970), le candidat a porté le chapeau lors de ses activités de campagne le long de la côte. Dans le film de 1981 La Maison du lac, Katharine Hepburn porte un sombrero vueltiao. Curieusement, le lauréat du prix Nobel Gabriel García Márquez n'a porté ce sombrero qu'une seule fois, en 1984. L'impulsion définitive du sombrero vueltiao a peut-être été donnée par Miguel Lora lorsqu'il a été couronné champion du monde de boxe poids coqs, le 9 août 1985, fait qui l'a rendu très célèbre à la télévision. En 1986, le pape Jean-Paul II a porté le sombrero vueltiao lors de sa visite en Colombie. Plus tard, ce sombrero a été utilisé par Los Niños del Vallenato lorsqu'ils ont rendu visite au président Bill Clinton à la Maison Blanche, le 16 décembre 1999. Bill Clinton lui-même l'a porté lors de sa visite à Carthagène des Indes en 2000. Les athlètes de la délégation colombienne aux Jeux olympiques de Sydney 2000, Athènes 2004, Pékin 2008, Rio 2016 et Tokyo 2020 ont également porté le sombrero vueltiao lors des cérémonies d'ouverture. En février 2003, le musicien monterien Jorge Villamizar (es), du groupe de pop latino Bacilos (es), l'a porté lors de la cérémonie de remise des Grammy Awards à son groupe. Le sombrero vueltiao est l'un des vêtements que les Colombiens portent lorsqu'ils veulent montrer leur fierté nationale, en particulier à l'étranger.
Le Congrès de la république de Colombie a accordé au sombrero vueltiao le statut de symbole culturel de la nation par le biais de la loi 908 du 8 septembre 2004. En juin 2006, un sondage organisé par le magazine Semana l'a choisi comme symbole culturel de la Colombie, devant le café, le carnaval de Barranquilla et l'orchidée, entre autres candidats.